# White River (Ontario)
White River to gmina (ang. township) w Kanadzie, w prowincji Ontario, w dystrykcie Algoma.
Powierzchnia White River to 96,94 km². Według danych spisu powszechnego z roku 2001 White River liczy 993 mieszkańców (10,24 os./km²).